# Fulija
Fulija je nenaseljeni otočić zapadno od Iža.
Njegova površina iznosi 0,088 km². Dužina obalne crte iznosi 1,23 km.